# Niflheim

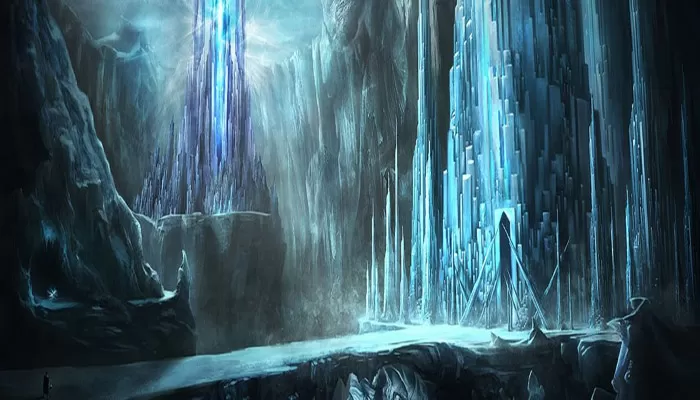
Niflheim

Niflheim o niflheimr ('llar de la boira') és un dels nou mons de la mitologia escandinava. Niflheim representa la matèria freda al contrari que Muspelheim, el món dels gegants, representa la matèria calenta.
El món de Niflheim és governat per la deessa Hel la deessa de la mort, la qual es filla del déu Loki i la geganta Angrboda, per aquesta raó Niflheim és considerat com el regne dels morts.
Al contrari del Valhalla, que és on van a parar les persones que moren lluitant, els éssers que morien de causa natural o sense haver mort en la guerra se n'anaven a Niflheim, on s'enfonsaran en la perdició. En el cas dels assassins, la gent vil i els mentiders notoris anaven a una altra part de del regne d'Hel el Náströnd ('platja de cadàvers'), un riu les seves parets del qual estan plenes de serps que no paren de escopir verí.

## Helheim
Helheim és també un dels 9 mons però està dintre de Niflheim i forma part d'ell. Aquest regne es considera la capital de la mort perquè és el lloc on van a parar tots els morts que no hagin mort en batalla.
Cap ànima ni tampoc els déus poden escapar de Helheim, pel fet que hi ha un riu interminable que no ho permet. Aquest riu es diu Gjöll. Per poder arribar a Helheim, els no morts tindran que travessar en cavall profundes valls i canyades. També haurà de creuar un pont cobert d'or sobre el riu Gjöll (al igual que els morts). Per poder avançar per aquest aquest pon haurà de contestar les preguntes que li farà la guardiana geganta Móðguð que protegeix el pont. Després d'això podran arribar a Helheim.
El déu que regna sobre Helheim és la deessa Hel (el nom de Helheim ve de Hel).

## Criatures de Niflheim

### Drac Nidhogg (Níðhöggr)
Nidhogg (ᚾᛁᚦᛁᚴᛦ en llengua antiga) és un drac de dimensions molt grans que viu en les arrels de l'arbre Yggdasil. Aquest drac esquinça aquestes arrels constantment i ho farà així fins que arribi el dia del Ragnaroc, la fi de tot. A part d'esquinçar les arrels de Yggdasil aquest drac turmenta les ànimes dels morts que van a parar a Niflheim.

### Garm
Garm o Garmr és un gos, llop que protegeix les pertinences de Hel i protegeix l'entrada de Helheim. Garm és molt important pels canins és com el seu superior o major és a dir com el seu «déu», això també passa amb els déus, però en el seu cas el superior dels déus es Odin.
Segons la llegenda el gos Garm formarà part del Ragnaroc i lluitarà contra el deu Tyr a mort. Els dos moriran en aquesta batalla del fi de tot.

### Móðguðr
Móðguðr és una geganta que protegeix el pont gjallarbrú, aquest és el pont que dona a al regne de Hel. Móðguðr es l'encarregada que els morts no vagin al món dels vius i els vius no puguin entrar al regne dels morts.
Igualment, Móðguðr va fer una excepció amb el déu Hermóðr la missió del qual en aquell moment era reviure el deu Bàlder, que havia mort recentment, Móðguðr el va deixar passar a canvi de fer-li unes preguntes.

## Creació de Niflheim
Niflheim va ser el primer món creat després de Muspelheim, el mon dels gegants. Niflheim es va formar junt amb Muspelheim en el Ginnugap (el buit) sense cap motiu, van aparèixer de cop i volta. Van trigar eres en formar-se. Quan la calor de Muspelheim va tocar el gel de Niflheim, la calor va desfer el gel i va formar una gota que va crear a Ymir el pare de tots els gegants.

## Llocs de Niflheim

### Niflhel
Niflhel es diu que es el nivell més baix de Niflheim. És el món més enfonsat el qual està situat sota les arrels de Yggdrasill. Acostuma a confondre's amb Niflheim o Helheim ja que aquests tres estan en els nivells més baixos de Yggdrasill, però son 3 mons diferents tots situats dintre d'un.